# 戀馬狂
《戀馬狂》（Equus）是一齣由彼得·謝弗創作，於1973年發表，在倫敦進行首演，其後移師至百老匯，並於世界各地（例如：紐約、倫敦、台北等）多次上演，累計上演二千場次以上；於1975年獲得東尼獎最佳劇本殊榮。
此劇最近的香港版於2014年5月由甄詠蓓導演、黃秋生和張敬軒主演的舞台劇。此劇由黃秋生及甄詠蓓成立的神戲劇場主辦及製作，假於香港演藝學院香港賽馬會演藝劇院合共上演21場。

## 故事大綱
17歲的馬廄少年Alan一夜間刺瞎了馬廄的6匹馬，造成轟動社會的異聞，其父母找來心理醫生Martin為他治療，Martin與Alan多次會面，逐步揭露Alan的往事，亦瞭解到Alan的個性及家庭狀況。雖然Alan是刺瞎6匹馬的「兇手」，但Martin發現他極端愛馬，愛到崇拜的地步，把馬視作神祇。然而，在治療的過程中，Martin漸漸陷入一種迷思，年輕的Alan看似「瘋狂」，但Martin看到了Alan對馬的情感是何等洶湧澎湃，而這等熱情正正失落於社會。不論是Martin或是Alan的父母，這些在社會意義上都是「成熟」、「正常」的人，但又是否有血有肉？相較於他們判斷年輕的Alan，這種年少的「瘋狂」和他們那「成熟」的「正常」，哪一種又較合乎人性？

## 門票
門票預售突破1,700,000英鎊。

## 評價
外界對最近的香港版本評價普遍正面：「如果從演技的角度看，《Equus》這次的成績確是相當可觀，黃秋生的實力當然不用置疑，有着名角的氣場，站出來已台型兼戲味十足，其他幾個角色像演少年父母的陳永泉和伍潔茵，裁判官的張雅麗和少年在馬房共事的方皓玟已不止恰如其份，各人都有突出表現」